# Euploea macclellandi
Euploea macclellandi är en fjärilsart som beskrevs av Moore 1883. Euploea macclellandi ingår i släktet Euploea och familjen praktfjärilar. Inga underarter finns listade i Catalogue of Life.